# Walter Hill (Botaniker)

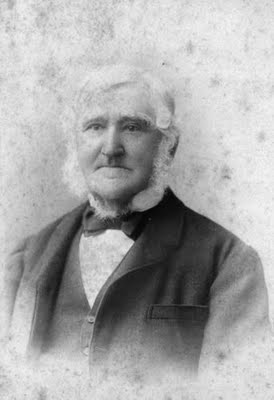
Walter Hill

Walter Hill (* 31. Dezember 1820 in Scotsdyke, Schottland; † 4. Februar 1904 in Eight Mile Plains, Queensland) war ein britisch-australischer Botaniker. Sein botanisches Autorenkürzel lautet „W.Hill“.

## Frühe Jahre
Walter Hill wurde in Scotsdyke in Dumfriesshire im Süden Schottlands als zweiter Sohn von David Hill und seiner Frau Elizabeth, geb. Beattie, geboren.

## Berufsleben
Bei seinem älteren Bruder David, damals Chefgärtner des „Balloch Castle“ im westlichen Dunbartonshire, machte Walter Hill eine Lehre als Gärtner. Später arbeitete er beim Royal Botanic Garden Edinburgh und ab 1843 bei den Royal Botanic Gardens in Kew bei London.
Bald nach seiner Heirat und der Geburt seiner Tochter wanderte Hill mit seiner Familie 1852 auf der „Maitland“ nach Sydney aus. Zunächst versuchte er sich dort als Goldgräber. 1855 unternahm er als Botaniker eine Reise in den Norden von Queensland; dort fiel der Großteil der Reisegesellschaft einem Angriff der Aborigines zum Opfer. Nach diesem Vorfall trat Hill eine Stelle als Kurator bei den Brisbane City Botanic Gardens an.
Hill baute den Garten neu auf und unterteilte ihn in 34 Bereiche, von denen jeder einem bestimmten Thema gewidmet war. Im Frühjahr 1856 empfahl die örtliche Zeitung, der „Moreton Bay Courier“, den Bewohnern Brisbanes, den neuen Garten und seine Spazierwege zu genießen, und lobte Hill dafür, dass er in so kurzer Zeit so viel erreicht hatte.
Ende 1859 arbeitete Hill sehr emsig daran, die Gärten für die Ankunft von Sir George Ferguson Bowen, dem ersten Gouverneur von Queensland, vorzubereiten. Die Gärten waren als Anlegestelle für das Schiff vorgesehen, mit dem der Gouverneur und seine Familie reisten, und ebenso als Veranstaltungsort vieler Zeremonien und Feste.
1861 bereitete Hill zusammen mit der Frau des Gouverneurs, Lady Diamantina Bowen, die Weihnachtsfeierlichkeiten in den Gärten vor, wobei er persönlich die Christbäume schmückte.
Hill interessierte sich mehr für wirtschaftlich nutzbare Pflanzen. Dennoch befasste er sich auch mit Zierpflanzen. 1857 stellte er eine einheimische Wasserlilie auf der „Australian Horticultural and Agricultural Show“ in Sydney aus. Er führte blühende Bäume, wie die Jacaranda oder den Flammenbaum, ein, die in Queensland heute noch als beliebte Gartenpflanzen gelten. Man nimmt an, dass alle Jacarandabäume Australiens aus dem Samen entstanden, den Hill 1864 einführte. Der Baum in den Brisbane City Botanic Gardens soll 1903 als Vorlage für das Gemälde „Under the Jacaranda“ von Richard Godfrey Rivers, das in der Queensland Art Gallery hängt, gedient haben. Leider wurde der Baum 1980 von einem Sturm entwurzelt und ging ein.
Als Queensland, das früher Teil von New South Wales war, 1859 eine eigene Kolonie wurde, ernannte man Walter Hill zum Chefbotaniker der Kolonie. In dieser Eigenschaft führte er mehrere Expeditionen in den Norden des Landes durch, beispielsweise 1862 zur Kap-York-Halbinsel und 1863 an die Nordostküste nach Mossmann und zum Daintree River, wo er den Mount Bellenden Ker bestieg.
Viele der von ihm gesammelten Materialien sandte er an Herbarien in der ganzen Welt, beispielsweise die Royal Botanic Gardens in Melbourne oder die in Kew. Hill wollte auch in Queensland ein Herbarium einrichten, was ihm allerdings wegen fehlender geeigneter Gebäude und anderer Einrichtungen versagt blieb. Nach seiner Pensionierung 1861 überließ er seine Bücher jedoch dem Queensland Museum, das später die Keimzelle des Queensland Herbarium wurde.
Auch bei der Akklimatisierung exotischer Pflanzenarten an das Klima in Queensland spielte Hill eine große Rolle. Er führte beispielsweise die Mango, die Papaya, den Ingwer, den Tamarindenbaum, die Curcuma angustifolia, die Baumwolle und den Mahagoni in Queensland ein. Im Besonderen führte er auch das Zuckerrohr ein und wies in Experimenten nach, dass der Saft der in Queensland gezogenen Exemplare sich besonders gut granulieren ließ. Damit schuf er eine große neue Anbaumöglichkeit für die Landwirtschaft Queenslands. An einheimischen Pflanzen wiederum kultivierte er die „Queensland-Nuss“, die bald als Macadamia bekannt wurde.
Walter Hill wurde als einer der Kommissare für Queensland ausgewählt, die die Ausstellung landwirtschaftlicher Produkte und anderer Artikel des Landes auf der Industrieausstellung, einem Teil der Weltausstellung London 1862, arrangieren sollten.
Hill überwarf sich allerdings häufig mit seinen Vorgesetzten. Nach einem neuerlichen Streit über die Unterhaltung der Gärten wurde er zwangspensioniert. Im Ruhestand setzte er seine Experimente mit Obstbäumen jedoch fort.

## Familienleben
Am 16. September 1849 heiratete Walter Hill Jane Smith, die Tochter von John Smith und dessen Frau Jane, geb. Brunton, in der Holy Trinity Church in “Brompton” (London). Am 25. April 1850 wurde in England ihre Tochter Ann geboren.
Diese Tochter verstarb am 1. November 1871 in Brisbane mit nur 21 Jahren, was ein schwerer Schlag für die Eltern war. Sie wurde mit Sondergenehmigung des Gouverneurs auf dem Toowong-Friedhof begraben, obwohl dieser noch nicht offiziell eröffnet war. Walter Hill pflanzte eine Neuguinea-Araukarie bei ihrem Grab und nahm auch eine Reihe anderer Pflanzungen auf dem Friedhof vor, obwohl er dazu nicht offiziell beauftragt war. Offenbar wollte er einfach das Grab seiner Tochter besonders schön gestalten.
Bis zur Pensionierung Hills wohnte die Familie im Kuratorenhaus der Brisbane City Botanic Gardens. In den 1890er-Jahren wurde dieses Haus von einer Flut fortgespült und durch ein neues Haus ersetzt, das heute ein Café für die Besucher der Gärten beherbergt.
Nach seiner Pensionierung 1881 baute Walter Hill in Eight Mile Plains ein neues Haus namens „Canobie Lea“. Der Name erinnerte an ein Dorf in der Nähe von Hills Geburtsort in Schottland. Jane Hill verstarb 1888 und am 4. Februar 1904 verstarb auch Walter Hill in diesem Hause. Er wurde im Grab seiner Tochter und seiner Frau auf dem Toowong-Friedhof beigesetzt. Nachdem Tochter und Frau schon vorher verstorben waren, scheint Walter Hills Nichte Mrs. Mary Hamilton (Tochter des älteren Bruders David Hall) das Anwesen geerbt zu haben. Sie und ihr Ehemann renovierten das Haus und ersetzten das ursprüngliche Schindeldach durch ein Blechdach. Mary Hamilton verstarb 1921 und 1931 wurde das Anwesen verkauft.

## Denkmal
An Walter Hill erinnert die Walter Hill Fountain in den Brisbane City Botanic Gardens. Der Brunnen entstand 1867 aus einem Trinkbrunnen, als in Brisbane eine zentrale Wasserversorgung eingerichtet wurde. 1972 wurde dieser Brunnen nach Walter Hill benannt.